# Flawit
Flawit (łac.) Flavitus (?, zm. 18 grudnia ok. 630 w Marcilly-le-Hayer) – święty Kościoła katolickiego, pustelnik.
Postać historyczna, o której jednak informacje zawarte w przekazach hagiograficznych mieszają się z elementami fantastycznymi i okraszone są ozdobnikami literackimi. W rękopisach zachowały się jedynie późne Vita. Według tych źródeł miał być jeńcem wojennym przywiezionym z Italii i sprzedanym w Troyes. Pracując na wzór Józefa (BT, Rdz 39,7-11) oparł się żonie gospodarza. Ożeniony z Apronią dla przywiązania do ziemi żył w celibacie, a po śmierci żony podjął działalność ewangelizacyjną. Jako kapłan wybudował kościół w Marcilly-le-Hayer, a nieopodal pustelnię w której spędził resztę życia.
Wspomnienie eremity przypadało w dzienną rocznicę śmierci.